# Melaina
Melaina (Oudgrieks "De Zwarte") was in de Griekse mythologie een van de drie Corycische nimfen uit de profetische Thriae van de bronnen van Delphi in Phokis. Zij stamde af van Kephissos, of van Pleistos van Noord-Boeotia.
Zij bedreef ooit de liefde met Apollon en bracht voor hem Delphos ter wereld. De betekenis van haar naam (de Zwarte) zou er volgens sommigen kunnen op wijzen dat zij onderwereldaspecten vertegenwoordigde. In bepaalde legenden wordt zij dochter van Persephone en Hades genoemd.
Melaina werd ook wel met Thyia gelijkgesteld, die in andere tradities als de moeder van Delphos wordt genoemd.